# Cocullo
Cocullo – miejscowość i gmina we Włoszech, w regionie Abruzja, w prowincji L’Aquila.
Według danych na rok 2004 gminę zamieszkiwało 316 osób, 10,2 os./km².